# Viscosia franzii
Viscosia franzii is een rondwormensoort uit de familie van de Oncholaimidae. De wetenschappelijke naam van de soort is voor het eerst geldig gepubliceerd in 1978 door Boucher.